# آشچیسو
آشچیسو (به قزاقی: Ashchysu) یک رود در قزاقستان است که در استان قزاقستان شرقی واقع شده‌است.